# Polelassothys
Polelassothys is een geslacht van vlinders van de familie tandvlinders (Notodontidae), uit de onderfamilie Notodontinae.

## Soorten
- P. callista Tams, 1930
- P. plumitarsus Janse, 1920